# Zona reservada Cordillera Huayhuash
La zona reservada Cordillera Huayhuash (ZRCH) es un área protegida en el Perú. Se encuentra en los departamentos de Lima, Ancash y Huánuco.
Fue creado el 20 de diciembre de 2002, mediante Resolución Ministerial N.º 1173-2002-AG.. Tiene una extensión de 67 589,76 hectáreas.
Está conformado por un conglomerado de 21 nevados siendo el más representativo Yerupajá (6.634 m de altitud). La zona se forman ríos tributarios de  vertiente occidental de la cuenca del Pacífico, como el río Pativilca y Huaura, y vertiente oriental del Marañón. De sus glaciares se originan 46 lagunas. Alrededor de la zona reservada alberga cuatro Áreas de Conservación Privada: Huayllapa, Jirishanca, Llamac y Pacllon.